# Marianna Pawlaczyk-Szpila
Marianna Pawlaczyk-Szpila (ur. 7 grudnia 1923 w Śliwnikach, zm. 25 października 2005 we Wrocławiu) – polska mikrobiolożka lekarska.

## Życiorys
Urodziła się 7 grudnia 1923 r. w Śliwnikach koło Nowych Skalmierzyc jako jedyne dziecko urzędnika pocztowego Stanisława Pawlaczyka i Zofii z domu Mikołajczyk. W 1938 r. ukończyła szkołę powszechną i wstąpiła do Gimnazjum Żeńskiego w Ostrowie, ale wybuch II wojny światowej przerwał jej naukę. Dzięki pomocy polskich lekarzy uniknęła podczas okupacji wywózki do robót przymusowych w Niemczech i pozostała w Ostrowie, gdzie pracowała jako pomoc domowa w rodzinie niemieckiej.
Po wojnie uzyskała maturę i podjęła studia na Wydziale Biologii Uniwersytetu Poznańskiego, a pracę magisterską obroniła w 1954 r. na Akademii Medycznej we Wrocławiu u prof. Ludwika Hirszfelda. Po studiach podjęła pracę na Politechnice Wrocławskiej, gdzie zajmowała się stworzeniem Katedry Biologii i Higieny. Doktoryzowała się w 1961 r., cztery lata później habilitowała się i w 1966 roku objęła stanowisko kierownika Katedry Biologii i Higieny. W 1972 r. uzyskała stanowisko profesora nadzwyczajnego, a w 1980 r. tytuł profesora zwyczajnego na Wydziale Inżynierii Sanitarnej (od 1990 r. Wydziale Inżynierii Środowiska). Na Politechnice Wrocławskiej kierowała kolejno Zespołem Biologii i Biochemii Środowiska (1972–1978), Zespołem Biologii i Ekologii (1978–1992) oraz Zakładem Biologii i Ekologii (1992–1995). Sprawowała funkcję prodziekana Wydziału Inżynierii Sanitarnej (1966–1972) i zastępcy dyrektora Instytutu Inżynierii Ochrony Środowiska (1971–1975).
Jej zainteresowania naukowe obejmowały zagadnienia mikrobiologii wód oraz hydrobiologii i ekologii, stworzyła na Politechnice Wrocławskiej kierunek biologia sanitarna. Autorka 182 prac naukowych, 5 książek i 11 skryptów, m.in. opublikowała pionierski w Polsce podręcznik akademicki z zakresu mikrobiologii wody i ścieków. Członkini Polskiego Towarzystwa Hydrobiologicznego, Polskiego Towarzystwa Mikrobiologicznego oraz Międzynarodowego Towarzystwa Limnologicznego. 
Odznaczona Krzyżem Kawalerskim Orderu Odrodzenia Polski (1974), Medalem Komisji Edukacji Narodowej (1992), Złotą Odznaką Politechniki Wrocławskiej (1971), Złotą Odznaką Budowniczych Legnicko-Głogowskiego Okręgu Miedziowego (1977).
Żona inżyniera sanitarnego Adama Szpili.
Zmarła 25 października 2005 r. we Wrocławiu i została pochowana w grobowcu rodzinnym na cmentarzu w Ostrowie.